# Macrelmis steineri
Macrelmis steineri is een keversoort uit de familie beekkevers (Elmidae). De wetenschappelijke naam van de soort werd in 1980 gepubliceerd door Spangler in Roback, Berner, Flint, Nieser & Spangler.